# Červená vrata
Červená vrata (347 m n. m.) je vrch v okrese Rychnov nad Kněžnou Královéhradeckého kraje. Leží asi 0,5 km vsv. od obce Libel na jejím katastrálním území.

## Geomorfologické zařazení
Geomorfologicky vrch náleží do celku Orlická tabule, podcelku Třebechovická tabule, okrsku Rychnovský úval a podokrsku Vamberský úval.